# Harriet Hosmer

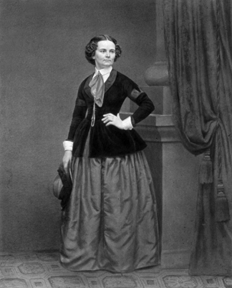
Harriet Hosmer, 1857

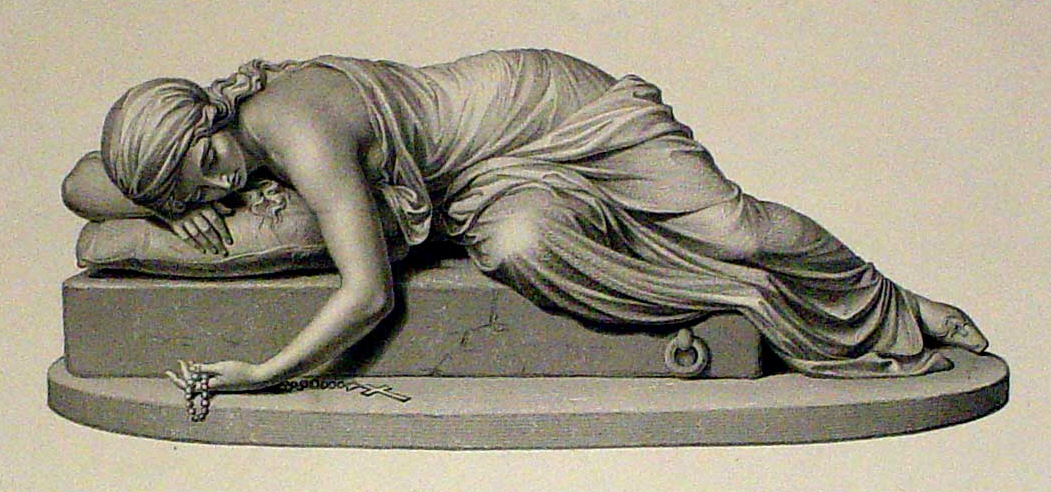
Beatrice Cenci

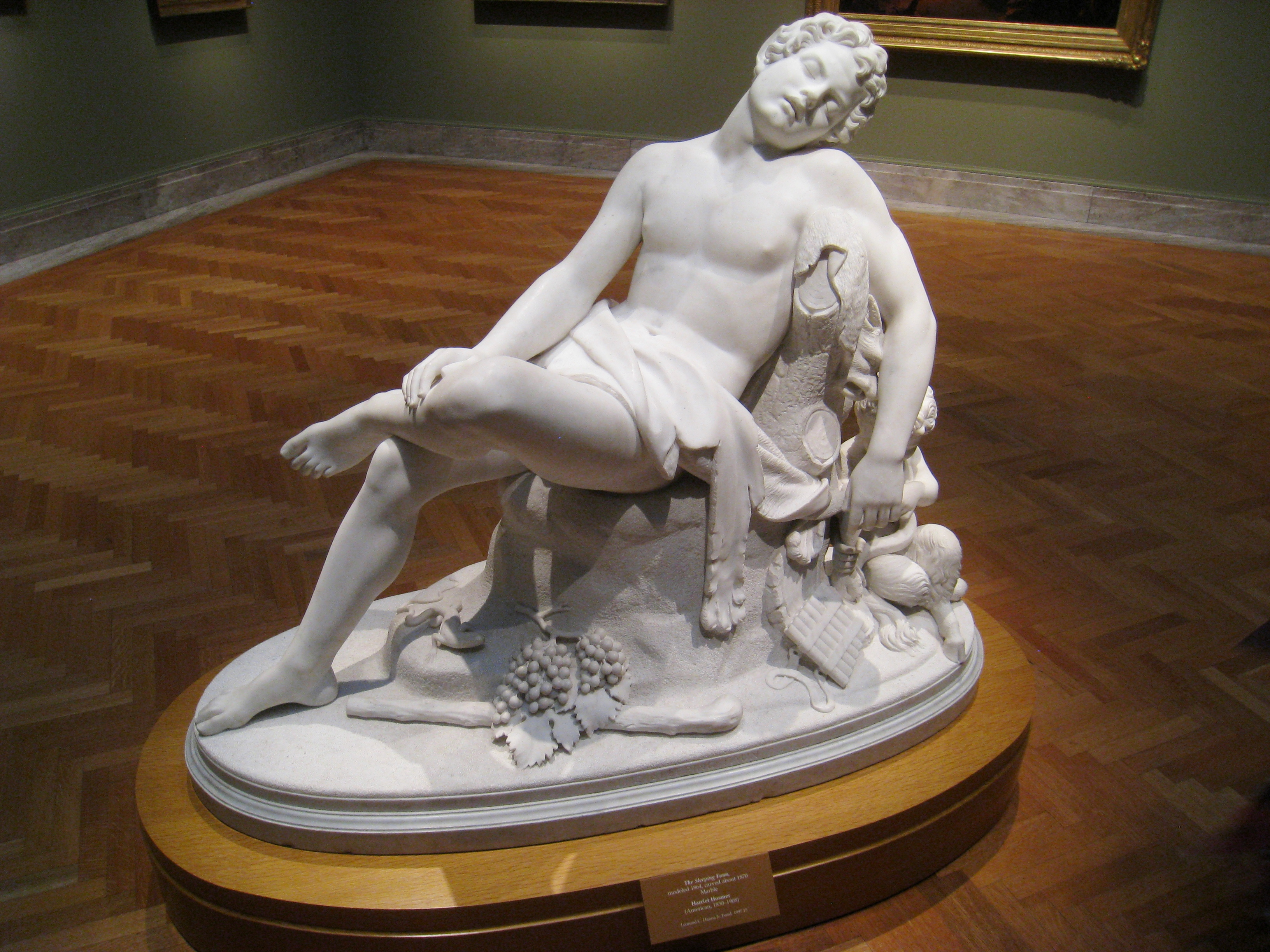
Schlafender Satyr

Harriet Goodhue Hosmer (* 9. Oktober 1830 in Watertown, USA; † 21. Februar 1908 ebenda) war eine US-amerikanische Bildhauerin.

## Leben und Werk
Hosmer war die jüngste Tochter des Arztes Hiram Hosmer und dessen Frau Sarah. Die Mutter starb an Tuberkulose als Harriet gerade vier Jahre alt war. Da auch ihre Geschwister früh verstarben versuchte der Vater sie abzuhärten, ließ sie viel im Freien spielen, lehrte sie Reiten und schießen. Sie nahm schon in früher Jugend bei dem Bildhauer Stevenson in Boston Unterricht im Modellieren, ging dann nach St. Louis, bereiste den Westen Nordamerikas und gründete ein Atelier in ihrer Heimatstadt, wo sie ihre ersten Arbeiten schuf. 1852 ging sie mit ihrem Vater nach Europa und wurde in Rom Schülerin John Gibsons, unter dessen Leitung sie ihre Hauptstudien machte und zunächst einige Werke älterer Meister nachbildete.
„Ihre eigenen Schöpfungen hatten wegen ihres kräftigen, energischen, fast männlichen Charakters große Erfolge, […].“ So etwa mit Puck auf einem Pilz, Schlafender Satyr (heute im Cleveland Museum of Art), Wachender Satyr, Sirene als Brunnenmodell, Beatrice Cenci, einer gefesselten Königin Zenobia (Zenobia in chains, 1859, heute in der Huntington Bibliothek in San Marino bei Los Angeles, Kalifornien) und die Bronzestatue des Staatsmanns Thomas Hart Benton im Lafayette-Park in St. Louis.